# محمد رفیع
محمد رفیعی (انگلیسی: Mohammed Rafi; ۲۴ دسامبر ۱۹۲۴ – ۳۱ ژوئیهٔ ۱۹۸۰) یک خواننده شهیر و نامی و موسیقی‌دان اهل هند بود. وی بین سال‌های ۱۹۴۴ تا ۱۹۸۰ میلادی فعالیت می‌کرد. او در دوران هنری خود ۵۰۰۰ آهنگ که ۴۵۰۰ موسیقی متن فیلم بود ایجاد کرد.
او خوانندگی را از سن ۲۰ سالگی آغاز کرد و تبدیل به یکی از بهترین هنرمندان هند شد.